# Giovanni Battista Hodierna

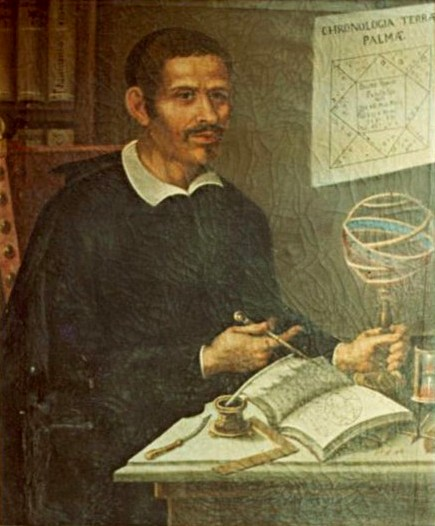
Giovanni Battista Hodierna

Giovanni Battista Hodierna (* 13. April 1597 in Ragusa; † 6. August 1660 in Palma di Montechiaro) war ein italienischer Naturforscher und Priesterastronom, der sich mit Optik und Botanik beschäftigte. Er war ein Schüler Galileis und gilt in Italien als ein Pionier der erwachenden Naturwissenschaften.

## Leben und Wirken
Bereits als junger Mann beobachtete er Kometen in seiner Heimatstadt Ragusa im Süden Siziliens. Später wurde er Priester und unterrichtete Mathematik, betätigte sich aber weiterhin in regelmäßiger Himmelsbeobachtung.
Hodierna veröffentlichte 1654 den Nebel-Katalog De systemate orbis cometici, deque admirandis coeli characteribus mit etwa 40 Einträgen über von ihm gefundene Deep-Sky-Objekten, was eine für die damalige Zeit herausragende astronomische Pionierarbeit darstellte: Von diesen waren neun oder zehn  vorher unbekannt, nämlich Messier 6, Messier 8, Messier 36, Messier 37, Messier 38, Messier 41, Messier 47, NGC 2362, NGC 6231, und möglicherweise NGC 2451. Die von ihm beobachteten Andromedagalaxie und der Orionnebel waren zuvor von Al-Sufi beziehungsweise Nicolas-Claude Fabri de Peiresc, Johann Baptist Cysat und Volpert Motzel beschrieben worden. Außerdem enthält der vierte Abschnitt von De systemate die früheste bekannte Liste von Doppelsternen, die damit über ein Jahrhundert älter ist als die bekannteren Listen von Christian Mayer (1779) und William Herschel (1782). Allerdings wurden seine Beobachtungen und Daten keinem breiten Publikum bekannt, sodass sie lange Zeit unbeachtet blieben. Erst in den 1980er Jahren wurde sein Werk wiederentdeckt.

## Schriften (Auswahl)
- Opuscoli del dottor Don Gio. Battista Hodierna …: 1 Il nunzio della terra. 2 La nuuola pendente. 3 L’occhio della mosca. 4 Il sole del microcosmo. Palermo 1644 (online).
- De systemate orbis cometici, deque admirandis coeli characteribus. Nicolai Bua, Palermo 1654 (online).